# Galaktikus Köztársaság
A Köztársaság már nem az, ami valaha volt. A Szenátus tele van kapzsi küldöttekkel. Nem érdekli őket már a közjó.
A Galaktikus Köztársaság volt a neve annak a bolygóközi kormányzásnak a Csillagok háborúja univerzumban, amely megelőzte a Galaktikus Birodalmat. A Birodalom bukása után alakult Új Köztársaságtól megkülönböztetendő, az endori csata után néha Régi Köztársaságnak is nevezték. Jóakaró demokratikus kormányzás, amely teljesen bele volt gabalyodva a bürokrácia rétegeibe.
A Köztársaságnak demokratikus kormánya volt és több mint 25 000 évig sikerült fenntartania magát. Teljes történelme egyesek szerint több ezer könyvtárat töltene meg.

## Történelme
A Köztársaságot a yavini csata előtt (Y. e.) 25.053-ban alapították, a coruscant-i alkotmány aláírásával, a hiperűrugrás képességét használni képes fajok által. Nem tudni, hogy az emberi faj mennyire játszott ebben nagy szerepet, vagy hogy a Coruscant az anyaviláguk volt, avagy sem, de tény, hogy ez lett a galaxis központja, a 0-0-0 koordináta a térképeken. A Köztársaság több mint egymillió bolygóból állt. Az elsők között csatlakozott a szövetséghez az Ossus bolygó, s így kerültek a Köztársaságba az első Jedi lovagok.
A klónok háborúja a jedi lovagok és padavanjaik vezette köztársasági hadsereg  és a Dooku gróf és Grievous tábornok vezette szeparatisták droidhadserege között zajlott Y. e. 22 és Y. e. 19 között. A konfliktus az első totális háború volt a köztársaság megalakulása óta. Ez a kijelentés azonban félreérthető, mert a történelem más háborúkat is megemlít, mint a Százéves sötétség (Y. e. 7 000), a Nagy Hiperűr-háború (Y. e. 5 000) és a Nagy Sith háború (Y. e. 4 000). Ez a látszólagos ellentmondás abból ered, hogy az utolsó Sith-ekkel való csata a Ruusan bolygón (Y. e. 1 000) a galaxist annyira megviselte, hogy a Köztársaságot szinte teljes egészében újra fel kellett építeni.
A későbbi politikusok gyakran használták ezt a dátumot, amikor a Köztársaság alapításáról beszélnek, innen a felfogás, hogy a Klónháború előtt nem volt „totális” háború a „Köztársaság alapítása” óta. Kisebb konfliktusokat nem számítottak „totálisnak”.

## Államforma
Alapjában véve a Galaktikus Köztársaság államformája a demokrácia, ám több rendszerben (pl.: Naboo, Dantus, Rodia, Kereskedelmi Szövetség) diktatúra volt a hivatalos államforma.

## A Galaktikus Szenátus
A Köztársaság legfontosabb szerve a Galaktikus Szenátus volt, amelyben több szenátor képviselt minden bolygót. szenátorok a klónok háborújából:  Amidal szenátor, Organa szenátor stb. A Szenátus egy hatalmas épület volt, amelyben sok lebegő pódium volt, mindegyiken egy vagy több szenátor állt. Minden pódium a szenátusban a galaxis egy-egy „körzetét” képviseli, és minden bolygó abból a körzetből küldött egy-egy szenátort. Egy gyors becslés alapján legkevesebb néhány ezer pódium kellene legyen a szenátusban. A szenátorok mellett az uralkodók is szavazhattak a szenátusban és törvényeket kezdeményezhettek. Érdekcsoportok, mint a Kereskedelmi Szövetség, is képviseltethették magukat a Szenátusban.
A Szenátus tagjai egy főkancellárt választottak, aki a Köztársaság kormányfőjeként (a jelek szerint nem volt államfő) és fő diplomataként működött. A filmek alapján a Szenátus valamiféle pszeudo-parlamentáris törvényeket követ. A Baljós árnyakban látható, amint Valorum főkancellárt a szenátus bizalmatlansági indítvány alapján lemondatja, amelyet Amidala királynő, a Naboo uralkodója indítványoz.
A Szenátus története a Köztársaság alapításával és a Jedi lovagrend alapításával függ össze, huszonötezer évvel a yavini csata előtt. A Szenátus mint a Köztársaság kormányzási szerve működött, míg a Jedi rend a védelmezője volt. A Köztársaság elkezdett egyre több kölcsönös védelmi és kereskedelmi szövetségbe lépni több rendszerrel a galaxisban. Nem sokkal ezután a megalakították a Szenátust a Coruscant bolygón, 0-0-0 koordinátákkal a standard galaktikus rendszerben, ezzel is jelezve központi szerepét a galaxisban.

A Szenátus belülről

Az eredeti struktúrájában a Köztársaságban minden bolygónak saját követe volt, és ez 24 000 évig fennmaradt. Ez azt jelentette, hogy több millió szenátornak kellett volna lennie, ami rendkívül kényelmetlen lett volna adminisztratív szempontból. Körülbelül 1 000 évvel a filmek cselekményei előtt a ruusani reformáció idején átszervezték a Köztársaságot és körzeti szintre emelték a jelöltséget.
A Szenátus a Köztársasággal együtt nőtt; a Köztársaság első napjaiban minden küldöttség egy bolygót képviselt, majd egy egész naprendszert. Mikor a bolygók száma túl nagyra nőtt és a Szenátus már nem volt hatékony, a bolygókat ötvenessével egy-egy körzetbe sorolták, és mindegyik küldött egy-egy delegációt. Mikor a körzetek száma is túl nagy volt már, akkor ezeket körülbelül ezer régióba sorolták, és mindegyik régió egy-egy küldöttséggel képviseltette magát.
Mivel a Köztársaság demokratikus alapokra épült, minden küldöttség (nagyságtól és fontosságtól függetlenül) egy szavazattal rendelkezett. Minden küldöttség tagja volt a Szenátusi Ülésnek, amelyből a Legfelsőbb Kancellárt választották. Az Ülés ezután több kisebb bizottságra oszlott, mindegyiknek megvolt a maga adminisztratív területe.
Habár a Szenátusban megszavazott törvények minden bolygóra érvényesek voltak, a mindennapi törvényeket bolygó-, körzet- vagy régió-szinten szavazták meg. Ezért a Szenátus fő funkciója az volt, hogy a tagjai közti vitákat moderálja, a Köztársaság védelmét biztosítsa. A jedik, akik csak a főkancellárnak tartoztak felelősséggel, a Szenátus kiküldött követei lettek, nemcsak a Köztársaság védelmét látták el, hanem moderátorként is felléptek az egyéni viták alkalmával.
A Köztársaság legnagyobb hibája a szabályszerű felépítés hiánya volt. Működésének legnagyobb része kötetlen alkotmányos egyezményeken nyugodott, amelyeket legtöbbször figyelmen kívül hagytak a korrupt és hatalomra éhes politikusok. Egy másik gyengesége a túlságosan is központosított struktúrája volt; a jelek szerint a legapróbb konfliktust is (mint például a Naboo illegális blokádja) a Szenátus elé kellett vinni.
A Köztársaság az utolsó éveiben már túl nagy volt a korrupció és a szociális igazságtalanság. A Szenátus megoszlott azok között, akik fenn akarták tartani a Köztársaság demokratikus elveit és azok között, akik csak a saját céljaikat akarták elérni. Egy sor vezetésre képtelen Legfelsőbb Kancellár és a Naboo bolygóval kapcsolatos krízis után eljött az idő, hogy egy erős vezetés véget vessen a korrupciónak.
A korhatár, amely megszabta a szenátorok választását a jelek szerint nagyon alacsony volt. Sok politikust már gyerekkorában beválasztottak, mint például Leia Organa, aki az Alderaan szenátora volt.

## A Köztársasági Hadsereg
Történelmének legnagyobb részében a Köztársaság nem tartott állandó hadsereget, csak ceremóniai célokból. Ez is mutatta a Köztársaság békés eszméjét, ugyanakkor a jedi lovagok voltak a békefenntartó erők. Több kereskedelmi szervezet, mint például a Kereskedelmi Szövetség és a Kereskedőcéh droidhadsereget tartott fenn, hogy az áruikat megvédjék, de gyakran visszaéltek ezzel a hatalmukkal, mint például a nabooi csatában is. Az egyes körzetek ugyancsak gondoskodtak a saját védelmükről, de ennek ellenére nem volt központi haderő. A Klónháború mindezt megváltoztatta. A Köztársaság védtelen maradt a Független Rendszerek Konföderációja ellenében és egy törvényt szavaztak meg, amelyet több békepárti szenátor is ellenzett (mint például Padmé Amidala), akik féltek a háború lehetőségétől. Egy klón hadsereg már létrejött titokban a Kamino bolygón tíz évvel korábban. Mikor nyilvánvalóvá vált, hogy a Szövetségnek esze ágában sincs tárgyalásokba bocsátkozni, a Köztársaság alkalmazta ezt a hadsereget, más fegyvernemekkel együtt.

## A demokrácia vége
A Baljós árnyak végén a Köztársaság menthetetlenül korrupt lett. Palpatine szenátort (a Naboo bolygóról) megválasztották főkancellárrá 32 YE-ben. Hagyományosan csak négy évig viselhette volna a címet, a valóságban azonban sokkal hosszabb ideig lehetett az, tekintettel arra, hogy a rendkívüli állapotra tekintettel újra és újra meghosszabbíttatta mandátumát. A krízis akkor tört ki, amikor több naprendszer egyesült annak érdekében, hogy kiváljanak a Köztársaságból. Ez lett később a Független Rendszerek Konföderációja. A krízis a klónháborúba torkollott, amelyet A klónok támadása filmben lehet látni.
Palpatine szenátor a háború során egy sor rendkívüli jogosítványt kapott, amelyet a szenátus szavazott meg neki, Jar Jar Binks indítványára. Szép lassan egyre nagyobb és nagyobb lett a hatalma, miután a hadsereg feletti parancsnokság is az övé lett, és a szenátus megkérdezése nélkül is dönthetett számos kérdésben. A Jedik és néhány szenátor aggodalmasan figyelték növekvő hatalmát, és egyáltalán nem bíztak benne, hogy a háború végeztével vissza fogja azt adni. Mikor kiderült, hogy Palpatine egy Sith nagyúr, Darth Sidious, a Jedik megkíséreltek leszámolni vele, de Anakin Skywalker közbelépése miatt kudarcot vallottak. Palpatine arca a támadás során eltorzult, amelyet remek eszközül használt arra, hogy a nyilvánosság előtt úgy állítsa be mindezt, mint a Jedik puccsát a demokrácia ellen. A 66-os parancs végrehajtásával a klónhadsereg katonái szinte az összes élő Jedit megölték, amely parancs titokban mindegyikükbe bele volt kódolva. Mindezeket felhasználva Palpatine a szenátus rendkívüli ülésén, ováció közepette, átalakította a Köztársaságot Galaktikus Birodalommá, melynek ő lett az uralkodója.
A Szenátus, mint törvényhozó szerv, formálisan megmaradt, de mivel érdemi eszköz nem maradt a kezében, mindössze egy vitafórummá és egy automatikusan mindent megszavazó szervvé silányodott. Röviddel a yavini csata előtt, a terjedő lázadás miatti félelmében, Palpatine feloszlatta a Szenátust és ezzel elmosta a Galaktikus Köztársaság utolsó nyomait is.
A Birodalom bukása és a Galaktikus Polgárháború után, a újra kikiáltották a Köztársaságot, Új Köztársaság néven. Ezt követően a Galaktikus Köztársaságot Régi Köztársaságnak nevezték.